# Tempête tropicale Gabrielle (2007)
La tempête tropicale Gabrielle est la septième tempête tropicale de la saison cyclonique 2007 pour le bassin de l'océan Atlantique. Le nom Gabrielle avait déjà été utilisé en 1989, 1995 et 2001.